# Maurício Goulart
Maurício Goulart (Petrópolis, 21 de fevereiro de 1908 – São José do Rio Preto, 24 de maio de 1983) foi um jornalista, político e escritor brasileiro.

## Biografia
Filho de Odilon Goulart e de Olga Kopke Goulart.
Fez seus estudos preparatórios em Sorocaba (SP), Nova Friburgo (RJ) e no Rio de Janeiro (então Distrito Federal), sempre em colégios dirigidos por jesuítas. Em 1930 formou-se pela Faculdade de Direito de São Paulo. Ainda estudante, ingressou na redação do jornal O Estado de S. Paulo, em 1927. No ano seguinte fundou a revista literária Arlequim, que durou apenas doze meses por falta de recursos.
Em meados de 1929 esteve em Buenos Aires, onde participou da articulação da Revolução de 1930. Voltando ao Brasil, ligou-se ao grupo liderado por Siqueira Campos, que preparava o movimento em São Paulo. Durante a Revolução de 1930, chefiou o serviço de comunicações do Destacamento Miguel Costa, que partiu do Rio Grande do Sul para São Paulo, na vanguarda das forças revolucionárias. Foi quem levou ao acampamento de João Neves da Fontoura, em Sengés (PR), a notícia da queda de Washington Luís no dia 24 de outubro.
Após a vitória do movimento, foi secretário-geral da Legião Revolucionária de São Paulo, fundada por Miguel Costa em 1930 com o objetivo de dar apoio à interventoria de João Alberto Lins de Barros no estado, e fazer frente à hostilidade que era movida ao interventor pelos políticos do Partido Democrático (PD) de São Paulo. Os membros do PD, devido à sua participação na articulação política da revolução, julgavam-se com direito à interventoria.
Em 1935, Maurício Goulart ligou-se à Aliança Nacional Libertadora (ANL) e foi preso em São Paulo por participar de um comício da organização, realizado no Rinque São Paulo, sob a liderança de Miguel Costa.
Durante o Estado Novo, foi preso três vezes. Já na década de 1940, ainda sob o regime de exceção, orientou de março de 1941 a dezembro de 1942 a revista Diretrizes, dirigida por Samuel Wainer, revista essa fechada no início de 1945 por ordem do Departamento de Imprensa e Propaganda (DIP).
Como historiador, estudou o regime escravista no Brasil, tendo publicado em 1949 o livro Escravidão africana no Brasil: das origens à extinção do tráfico (1949, 2ª ed., 1975). Nesta obra, divergiu tanto do método demográfico utilizado por Pandiá Calógeras quanto do método econômico empregado por Roberto Simonsen para analisar o problema, tendo preferido um método direto, baseado nas informações esparsas sobre o tráfico de que pôde dispor.
Em 1958 estabeleceu-se em São José do Rio Preto (SP), onde fundou a Rádio Independência e, no ano seguinte, disputou sem êxito a prefeitura.
Em 1962, foi eleito deputado federal por São Paulo, na legenda do Partido Trabalhista Nacional (PTN), sendo empossado em 1º de fevereiro de 1963, e assumindo logo a liderança da bancada do partido na Câmara Federal. Em 5 de maio de 1964, depois, portanto, da queda do governo João Goulart, foi escolhido vice-líder do bloco parlamentar formado pelo PTN, o Partido Social Progressista (PSP), o Partido Social Trabalhista (PST), o Partido Republicano (PR), o Movimento Trabalhista Renovador (MTR) e o Partido Democrata Cristão (PDC). Um ano depois, foi eleito vice-líder do bloco parlamentar da minoria, em4 de maio de 1965.
Com a dissolução dos partidos políticos por força do Ato Institucional nº 2, em 27 de outubro de 1965, Maurício Goulart ingressou no Movimento Democrático Brasileiro (MDB), sendo novamente eleito deputado para a legislatura 1967-1971, pelo estado de São Paulo.

## Obra literária
- Escravidão africana no Brasil: das origens à extinção do tráfico (História, 1945)
- Júlio de Mesquita, in Homens de São Paulo (biografia, 1955)
- Joana (literatura infantil, 1965)